# Station Hitzacker
Station Hitzacker (Haltepunkt Hitzacker) is een spoorwegstation in de Duitse plaats Hitzacker in de deelstaat Nedersaksen. Het station ligt aan de spoorlijn Wittenberge - Jesteburg. 

## Indeling
Het station behoort tot de laagste categorie 7. Het enige perron is bestraat met kasseien, er is digitale reisinformatie en een abri. Langs het perron staat het voormalige stationsgebouw, dat in private handen is. Aan de voorzijde van het gebouw is er een kleine parkeerplaats en een fietsenstalling. Vroeger was het station groter. Daaraan herinnert alleen nog een goederenloods en een niet weggehaald stuk spoor.

## Verbindingen
Het station wordt alleen door treinen van erixx bediend. De volgende treinserie doet het station Hitzacker aan:
| Serie | Treinsoort           | Route                                              | Bijzonderheden                           |
| ----- | -------------------- | -------------------------------------------------- | ---------------------------------------- |
| RB 32 | Regionalbahn (Erixx) | Lüneburg – Dahlenburg – Hitzacker – Dannenberg Ost | Wendlandbahn Rijdt eenmaal per drie uur. |